# Kulla Gunnarstorps slott
Kulla Gunnarstorps slott är ett slott i Allerums socken i Helsingborgs kommun.
Kulla Gunnarstorp ligger vid Öresund mellan Domsten och Hittarp, en mil norr om Helsingborg. Godset består av en borg från 1500-talet och ett slott från slutet av 1800-talet i en stor park.

## Historia
Kulla Gunnarstorp kallades i slutet av 1400-talet Gundestrup och tillhörde då släkten Parsberg. 
Det övergick vid senare delen av 1500-talet till riksrådet Jörgen Brahe genom giftermål 1580. Han uppförde den gamla borgen, som fortfarande finns kvar, arkitekt var Hans van Steenwinckel d.ä. Godset köptes 1639 av Axel Eriksen Rosenkrantz på Glimmingehus. 1775 såldes det till Gustaf Adolf Sparre, som byggde upp en tavelsamling på slottet. Efter hans änkas död övergick Kulla Gunnarstorp till Sparres dotterson Gustav Adolf Fredrik De la Gardie och efter dennes död till hans far, Jacob De la Gardie. Han sålde 1837 Kulla Gunnarstorp och dess samlingar till Carl De Geer av Leufsta. 
Efter De Geers död 1861 ärvdes Kulla Gunnarstorp av hans måg Baltzar von Platen (1804–1875), som lät uppföra det nya slottet efter ritningar av den danske arkitekten Christian Zwingmann. Godset ärvdes av hans dotter Elisabeth von Platen, gift med Axel Wachtmeister på Vanås. Därefter tillhörde egendomen släkten Wachtmeister fram till 1978, då nuvarande ägaren Gustaf Trolle ärvde godset från sin mor Charlotte, född Wachtmeister.
Kulla Gunnarstorp har traditionellt sett gynnat och understött Allerums kyrka, då slottet ligger i Allerums församling men även Vikens kyrka som förr tillhörde Väsby församling har tidvis stått under slottsägarnas beskydd.

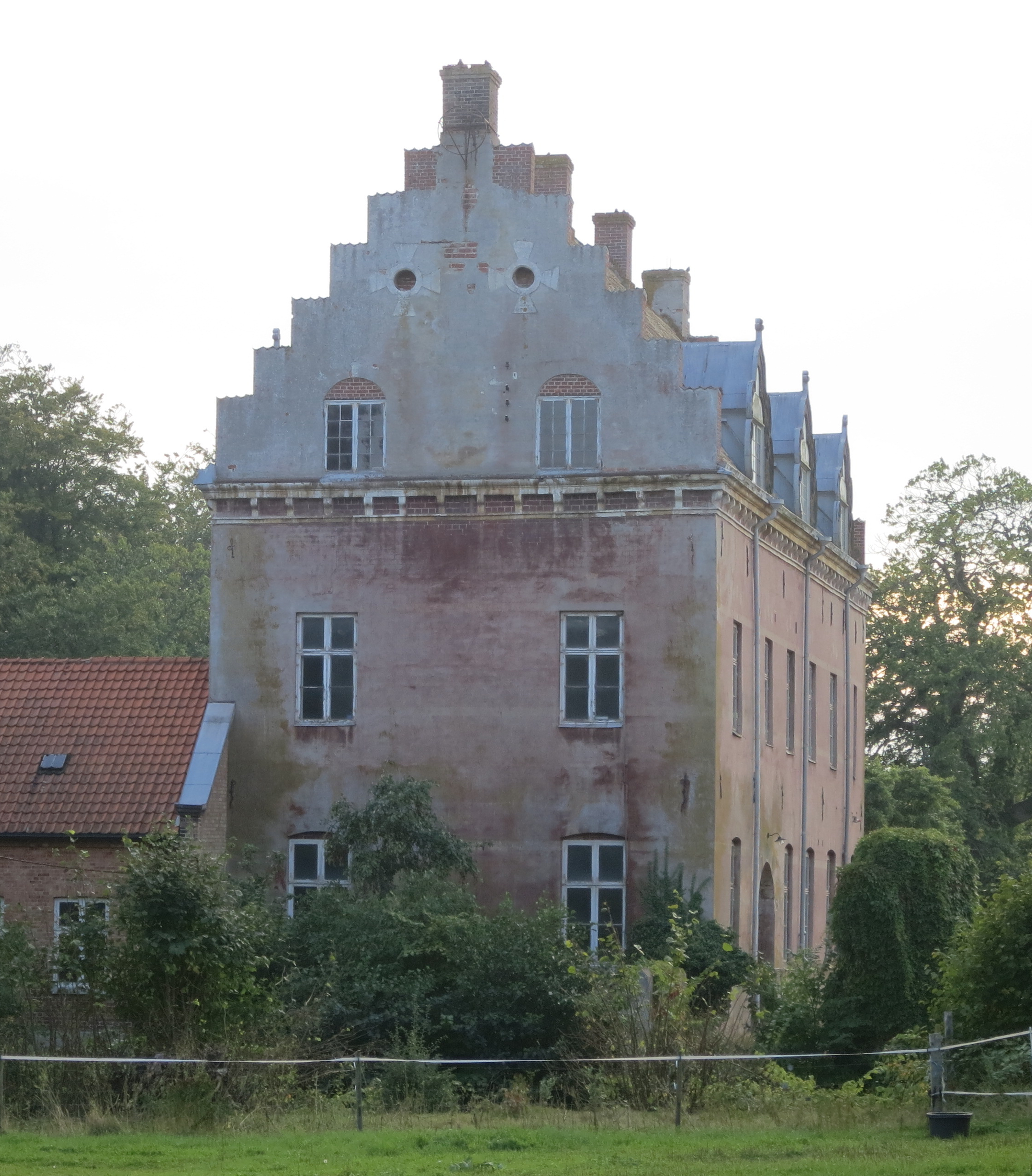
Gamla slottet år 2013.